# Луцій Фабій Галл
Лу́цій Фа́бій Галл (лат. Lucius Fabius Gallus; II століття) — державний та політичний діяч за часів Римської імперії, консул-суффект 131 року.

## Біографія
Про походження Луція Фабія Галла та його молоді роки відомостей не збереглося. Відомо тільки, що його було обрано консулом-суффектом у 131 році разом з Квінтом Фабієм Юліаном. Подальша доля Луція Фабія невідома.